# Berthold Huber
Berthold Huber (ur. 15 lutego 1950 w Ulm) – niemiecki działacz związkowy, polityk, przewodniczący IG Metall.

## Życiorys
Po ukończeniu gimnazjum Huber zdobył po 1970 zawód narzędziowca, który wykonywał potem w firmie Kässbohrer (następnie Setra, obecnie EvoBus) w Ulm. W 1971 przystąpił do związku zawodowego IG Metall. Huber był wtedy członkiem rady zakładowej swojego przedsiębiorstwa, a od 1987 jej przewodniczącym.
W latach 1985–1990 Huber odbył studia historii i filozofii na Uniwersytecie we Frankfurcie. Następnie w 1990 był kolejno współpracownikiem IG Metall i sekretarzem tego związku w byłej NRD.
W latach 1991–1993 był kierownikiem wydziału przewodniczącego IG Metall Franza Steinkühlera, następnie do 1998 kierownikiem koordynującym wydziału pierwszego wiceprzewodniczącego i późniejszego ministra gospodarki i pracy Waltera Riestera.
Potem przeszedł do okręgu IG Metall Badenia-Wirtembergia, którym kierował do 2003 jako następca Gerharda Zambelliego. W tym czasie został m.in. zawarty ramowy układ zbiorowy w sprawie płac dla Badenii-Wirtembergii.
W latach 2003–2007 pełnił funkcję pierwszego wiceprzewodniczącego, a od 2007 jest przewodniczącym IG Metall.
W maju 2009 został wybrany prezydentem Międzynarodowej Federacji Pracowników Przemysłu Metalowego (International Metalworkers' Federation), oraz przewodniczącym rady Fundacji im. Otto Brennera (Otto-Brenner-Stiftung).
Huber jest od 1991 również członkiem SPD.

## Członek rad nadzorczych[2]
- Audi AG, Ingolstadt (wiceprzewodniczący)
- Siemens AG, Monachium (wiceprzewodniczący)
- Porsche Automobil Holding SE, Stuttgart
- Volkswagen AG, Wolfsburg (wiceprzewodniczący)